# Hessen (Osterwieck)
Hessen ist Ortsteil der Stadt Osterwieck (Sachsen-Anhalt).

## Geographie
Der Ort liegt an der B 79 auf halbem Wege zwischen Wolfenbüttel und Halberstadt am Ostrand des Großen Fallstein und südlich des Niederungsgebietes Großes Bruch. Durch dieses Gebiet führt ein historischer Verkehrsweg auf dem Hessendamm, neben dem die Deersheimer Aue zum Schiffgraben-Ost fließt.
Die Entfernung nach Wolfenbüttel und Halberstadt beträgt jeweils etwa 24 Kilometer. Unmittelbare Nachbarorte sind Veltheim am Fallstein, Rohrsheim, Dardesheim, Deersheim und Mattierzoll.

## Geschichte

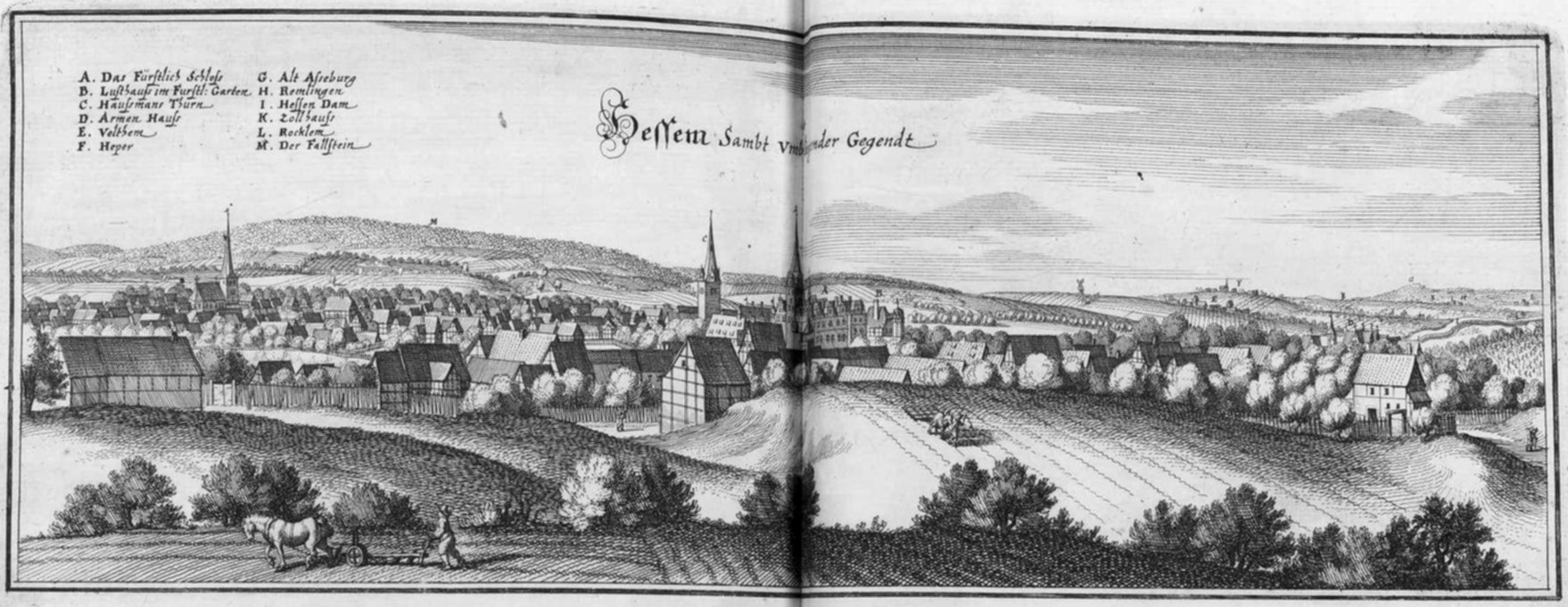
Hessen in einem Merian-Stich um 1650

Hessen wurde, wie Schöppenstedt, sehr früh zum Flecken im Vorland des Harzes. Seine zwei Jahrmärkte (An- und Verkauf von Tieren und Waren) benötigten befestigte Wege zur Sicherung des Handels. Nach den Befreiungskriegen um 1815 wurden nicht nur die damals desolaten Chausseen und Dämme instand gesetzt, sondern auch zahlreiche Neubauten ausgeführt. Dazu gehörten die Straßen über den Zollberg Hessen, den Weinberg bis Klein Schöppenstedt und den Olla zwischen Schöppenstedt und Evessen.
Unsicher ist, ob der ostfälische Stammesführer Hessi, der sich der Überlieferung nach 775 bei Ohrum Karl dem Großen unterwarf und taufen ließ, unmittelbar mit dem Ort in Verbindung steht. Dafür spricht, dass Karl der Große Hessi 782 zum Grafen im Harzgau einsetzte und 804 das nahe Osterwieck zum Missionszentrum erhob. Die Königsnähe der Hessifamilie zeigt sich auch darin, dass sie als erste ostfälische hochadelige Familie 825 ein Kloster in Form des Klosters Wendhusen bei Thale gründete. Der Ortsname Hessen/Hessenheim deutet wie Wendhusen auf fränkische Gründungen hin.

### Mittelalter
Der Ort wurde erstmals 966 als „Hessenheim“ in einer Urkunde erwähnt, mit der Kaiser Otto I. seinem getreuen Grafen Mamaco Besitzungen des Magdeburger Moritzklosters in zehn Dörfern übertrug. Die Namensendung „heim“ weist auf eine Gründung in der Zeit des 8./9. Jahrhunderts. Ausgangspunkt für die Entstehung des Ortes wird das Gelände um die Kirche gewesen sein. Erst allmählich konnte das sumpfige Terrain links der Aue für die Erweiterung des Dorfes nutzbar gemacht werden, worauf die Unterscheidung zwischen einem älteren und einem jüngeren Ortsteil zurückgeht, bis in das 19. Jahrhundert begrifflich und wahrscheinlich auch formal rechtlich durch die offiziell gebrauchten Bezeichnungen als Ober- und Unterdorf ausgedrückt.
Dominiert wurde das Dorf bis in das erste Drittel des 14. Jahrhunderts durch die Familie der Edelherren von Hessen, die erstmals mit Theodoricus de Hessenem 1129 in Erscheinung traten. In der feudalen Hierarchie standen die Edelherren (nobiles) zwischen den aus dem Stand der Ministerialen hervorgegangenen Rittern (miles) und den Grafen (comes). Vertreter der Hessener Edelherren lassen sich über mehrere Generationen als Inhaber der Hessener Wasserburg und im nördlichen Harzvorland verstreuten Besitzes, als Domherren besonders in Halberstadt oder als Funktionsträger des Halberstädter Bischofs nachweisen. Auch einige weibliche Mitglieder der Familie traten in den Ordensstand und brachten es in zwei Fällen bis zu Äbtissinnen. Clementa von Hessenem zog in der Mitte des 13. Jahrhunderts sogar als Gräfin auf der Burg Falkenstein ein.
Um 1330 übernahmen die Grafen von Regenstein, eventuell als heimgefallenes Lehen, den Besitz der Edelherren, verkauften ihre Hessener Besitzung aber schon 1343 an die Herzöge von Braunschweig. Diese ließen umgehend durch das Große Bruch einen Damm (Hessendamm) als Verbindungsweg zu ihrem nördlich gelegenen Territorium aufschütten. Ab 1348 verpfändeten die Herzöge mit kurzen Unterbrechungen Burg und Dorf Hessen an die Stadt Braunschweig und andere Pfandinhaber. Anhand des Gasthofes Weinschenke lassen sich die engen Verbindungen zwischen Hessen und dem Braunschweiger Land darstellen. Das Lokal, das 1395 erstmals urkundlich erwähnt wurde und damit als älteste Wirtschaft Sachsen-Anhalts gilt, gehörte dem braunschweigischen Herzog. Am 24. Juni 1395 verpachtete der Herrscher die Weinschenke für 20 Mark „löthigen Silbers“ an einen „Hinrike Angersteyne“. Das Gebäude war Bestandteil eines großen Wirtschaftshofes, der sich um das herzogliche Schloss erstreckte. Die Gemarkung Hessens wuchs durch Angliederung der Feldfluren des vor dem Fallstein gelegenen Dorfes Linden und des südlich an der Aue gelegenen Dorfes Ramsleben, nachdem beide Dörfer wüst gefallen waren.
Wie andere Dörfer auch hatte Hessen unter dem mittelalterlichen Fehdewesen, den Kriegs- und Raubzügen der Feudalherren zu leiden. 1340 belagerte Bischof Albrecht II. von Halberstadt die Burg der mit ihm verfeindeten Regensteiner. Aus dem Jahr 1552 ist eine Plünderung durch Graf Volrad von Mansfeld überliefert und fast zeitgleich durch Söldner des Markgrafen von Brandenburg-Kulmbach. Den Angriff des Städtebündnisses Aschersleben-Halberstadt-Quedlinburg 1359 auf den Mönchehof, eine Besitzung des Klosters Stötterlingenburg in Hessen, hatte dessen Inhaber eventuell selbst provoziert.

### Renaissancezeit
Nach der Wiederinbesitznahme von Burg und Dorf durch den Herzog von Braunschweig in der Mitte des 16. Jahrhunderts erlangte Hessen überregionale Bedeutung. Zuvor schon hatte Herzog Heinrich der Jüngere durch Kauf der Ländereien der Klöster Stötterlingenburg und Michaelstein den zur Burg gehörenden Besitz auf rund 50 Hufen vergrößern können. Am Ende des 16. Jahrhunderts und zu Beginn des 17. Jahrhunderts diente Schloss Hessen als Sommerresidenz der Braunschweiger Herzöge. 1560 übergab Heinrich der Jüngere dem Erbprinzen Julius das Schloss als Wohnsitz, der es im Stil der Renaissance ausbauen ließ. 1564 wurde hier sein Sohn, der spätere Herzog Heinrich Julius geboren. Julius galt als gelehrtester Fürst seiner Zeit, der schon früh begann, intensiv Bücher zu sammeln. Er führte den Protestantismus ein und brachte von einer Reise aus England die erste Kartoffelpflanze mit. Durch ihn erlebte das kulturelle Leben am Rande des Fallsteins eine ungeheure Blüte. Die Pflanzensammlung der unter Regie des 1607 angestellten Lustgärtners Johann Royer stehenden ausgedehnten Renaissance-Gärten Hessens stellte in der ersten Hälfte des 17. Jahrhunderts mit 1700 Arten selbst königliche Anlagen wie die in Kopenhagen und Oxford in den Schatten. Der bronzene Figurenschmuck des Schlosses war zeitlos und befindet sich heute in Teilen im Herzog Anton Ulrich-Museum (Braunschweig), im Rijksmuseum Amsterdam und im Louvre (Paris). Die Orgel von 1610 schließlich, die Esaias Compenius eigens für die Schlosskapelle baute, wird auf Schloss Frederiksborg in Dänemark noch heute bespielt.
Zwischen 1589 und 1626 war das Schloss Sitz der Witwe Herzog Julius’ und der Witwe Herzog Heinrich Julius’, an die heute noch das 1617 von ihr gestiftete „Armenhaus“ erinnert. Ab 1628 gehörte das Amt Hessen zu den Versorgungsgütern der Herzogin Anna Sophia. Dank des Einflusses dieser hochadligen Damen hielten sich im Dreißigjährigen Krieg die Schädigungen von Dorf und Schloss im Vergleich zu den benachbarten Dörfern in Grenzen. Trotzdem gab es vorübergehend erhebliche Beeinträchtigungen und Verluste wie 1628, als die Anbaufläche und der Viehbestand stark reduziert waren, oder 1641, als 41 Wohnhäuser abbrannten und anschließend eine Pestepidemie in kurzer Zeit 330 Todesopfer forderte.
Als letztem Welfen wurde Herzog Ferdinand Albrecht II. von Braunschweig-Bevern 1712 nach seiner Eheschließung das Hessener Schloss zugeeignet. Einzug gehalten hat er in Hessen aber nicht. Das Schloss wird inzwischen fürstlichen Ansprüchen nicht mehr genügt haben.

### Von der Mitte des 17. Jahrhunderts bis zum 19. Jahrhundert
Schon im 16. Jahrhundert war die Herausbildung einer bäuerlichen Besitzstruktur erkennbar, die nach den Wirren des Dreißigjährigen Krieges fest ausgeformt bis weit in das 19. Jahrhundert Bestand haben sollte. Acht Ackerleute, acht Halbspänner und knapp 80 Kotsassen bildeten als rechtlich gleichgestellte Mitglieder die „Nachbargemeinde“. Allesamt mit einem Grundstück und erbzinsrechtlich mit Land ausgestattet, mussten die kleinbäuerlichen Kotsassen großenteils auch als Handwerker oder durch andere Tätigkeiten ihren Lebensunterhalt sichern. Weiterhin gehörten zur Dorfbevölkerung außer Besitzlosen ca. 30 Häuslinge, aus denen die Schicht der Brinksitzer hervorging, die zwar ein kleines Grundstück aber kein Land besaßen. Nach der Kopfsteuerbeschreibung von 1678 herrschte bei dem ausgeklügelten System der zu leistenden Steuern und Abgaben und den auf der Domäne unentgeltlich zu verrichtenden Hand- und Spanndiensten weit verbreitete Armut, die einem Drittel der Familien ausdrücklich bestätigt wurde. Hessen zählte damals, abgesehen vom Schloss- und Domänenkomplex, 129 bebaute private Grundstücke und ca. ein Dutzend Gemeinde- und kirchliche Grundstücke. Neben dem Schulmeister, der erstmals 1630 erwähnt wurde, gab es eine „Lehrwesche“, die Mädchen unterrichtete.
1719 erhielt Hessen das Privileg für jährlich zwei Kram- und Viehmärkte, ab 1746 durfte es sich Flecken nennen. An der verkehrsreichen von Braunschweig nach Leipzig führenden Handels- und Heerstraße gelegen, querten schon frühzeitig reitende und fahrende Posten das Dorf. 1732 wurde eine regelrechte Postexpedition eingerichtet. Von direkten Kriegsauswirkungen über Jahrzehnte kaum berührt, musste Hessen aber im Siebenjährigen Krieg für das braunschweigische und vor allem in der napoleonischen Zeit für das westfälische Militär Rekruten stellen. Allein die Teilnahme der Westphalen am Russlandfeldzug Napoleons 1812 bezahlten elf Hessener mit ihrem Leben. Von 1807 bis 1813 zum Königreich Westphalen gehörend, war Hessen Hauptort des aus einigen Dörfern bestehenden nach ihm benannten Kantons.
In der Mitte des 19. Jahrhunderts konnten die Bauern durch die finanziell sehr belastende Ablösung der feudalen Pflichten und Verhältnisse das volle Eigentumsrecht am Boden erwerben. Dazu kamen Gemeinheitsteilung und Separation als weitere Voraussetzungen für die Auflösung der bisherigen Dorfstruktur und für den Übergang zur Modernisierung und zu kapitalistischen Verhältnissen. 1865 wurde Hessen Standort einer Zuckerfabrik, 1888 auch einer Ziegelei. Mit Inbetriebnahme der Eisenbahnstrecke Mattierzoll-Heudeber 1898 bestand der Anschluss an das deutsche Eisenbahnnetz. Bis zum Ende des Jahrhunderts erhielt Hessen ein kaiserliches Postamt dritter Klasse, und neben der vollausgebauten Volksschule bestand als Bildungseinrichtung längst eine privat betriebene Musikschule.

### 20. Jahrhundert
Zu Beginn des Jahrhunderts war Hessen ein blühendes Dorf mit 2580 Einwohnern und kleinstädtischen Merkmalen. Von den einberufenen Hessenern kehrten aus dem Ersten Weltkrieg 95 nicht zurück. Dem 1918 zurückgetretenen Herzog von Braunschweig blieben nach der Fürstenenteignung 1921 in Hessen das Schloss und die Domäne, weiterhin wie seit 1808 an die Familie von Schwarz verpachtet.
Die Zugehörigkeit des Ortes zum Freistaat Braunschweig endete am 1. August 1941. Nach über 600 Jahren wurden Hessen und Pabstorf gegen Hornburg, Isingerode und Roklum ausgetauscht. Hintergrund war das „Salzgitter-Gesetz“, demzufolge die dortigen Stahlwerke an die ergiebigen Brunnen rund um Hornburg kamen. Kurioserweise hatten die Alliierten während des Zweiten Weltkriegs von diesem Gebietstausch zwischen Braunschweig und Preußen nichts bemerkt. Daher blieb Hessen nach dem Ende des Krieges Anfang Juli einige Tage ohne Besatzung.
Anfang 1944 erlitten einige Häuser durch Bombenabwürfe westlich des Dorfes geringfügige Schäden. Im September 1944 wurden als letztes Aufgebot zwei Kompanien Volkssturm formiert. Mitte 1944 (erste Erwähnung Mitte Januar 1945) wurde in Hessen das Arbeitserziehungslager (AEL) Nr. 1847 als Außenlager des AEL Salzgitter-Hallendorf in der Bahnhofstraße eröffnet. Das Lager war wie das in Hallendorf der Staatspolizeistelle Braunschweig unterstellt. Im Lager waren auch polnische Zwangsarbeiter untergebracht. Am 5. und 6. April 1945 wurden die Häftlinge in das „AEL“ Salzgitter-Hallendorf überstellt. Am 11. April 1945 erfolgte die Besetzung des Dorfes durch amerikanische Truppen, die am 18. Mai durch Engländer abgelöst wurden. Ab 1. Juli gehörte Hessen zur sowjetischen Besatzungszone. Durch Evakuierte, Ausgebombte, Flüchtlinge und Heimatvertriebene wuchs die Einwohnerzahl im Verlauf mehrerer Monate auf beinahe viertausend Personen.
Nach der am 26. Mai 1952 von der DDR-Regierung erlassenen „Verordnung über Maßnahmen an der Demarkationslinie zwischen der DDR und den westlichen Besatzungszonen Deutschlands“ gelangte Hessen in den Bereich der Grenzsicherungsmaßnahmen. Der Ort wurde durch die 5-km-Sperrzone auch vom übrigen Gebiet der DDR weitgehend abgeschnitten. Im Rahmen der „Aktion Ungeziefer“ wurden zwölf Familien bzw. Einzelpersonen zwangsweise ausgesiedelt. 1961 traf es nochmals drei Familien.  Am östlichen Ortsausgang wurde eine Kaserne zur Unterbringung eines Bataillonsstabes und der Sicherstellungskompanie eines Grenzregiments errichtet.
Nichteinwohner konnten in Hessen lebende Verwandte nur mit einem Passierschein besuchen. Die weitere Ortsentwicklung wurde durch das Sperrgebiet wesentlich beeinflusst. Für die Gemeinde Hessen wurde das Sperrgebiet im Jahr 1971 aufgehoben und konnte von Bürgern der DDR  besucht werden. Reisende aus der Bundesrepublik kamen im Kleinen Grenzverkehr nach Hessen.
1946 waren durch die Domäne und Enteignung von zwei Großgrundbesitzern über 1095 ha Land bei Durchführung der Bodenreform verfügbar. Im Ergebnis entstanden ca. 70 Neubauernsiedlungen, einige Teilsiedlungen und 200 Kleinsiedlungen, d. h. Gartengrundstücke.
Nach dem Krieg bis in die 1950er Jahre belieferte aus Hessen die im Jahr 1928 im Schlüterschen Bauernhof gegründete Traditionsbrauerei Robert Hinke das Umland mit Bier unterschiedlicher Sorten (z. B. Hessener Turmbräu, Hessener Märzen).
Der verfügte Aufbau einer neuen Gesellschaftsordnung in der sowjetischen Besatzungszone bzw. der DDR veranlasste ungefähr 300 Hessener zum Grenzübertritt. 1952 begann mit Gründung einer LPG die sozialistische Umgestaltung der Landwirtschaft, die erst 1961 abgeschlossen werden konnte, da ein Bauer dem ausgeübten Druck und den Diffamierungen außergewöhnlich lange widerstand. 1977 wurden gemeinsam  mit drei Nachbardörfern zwei Groß-LPGen für Pflanzen- bzw. Tierproduktion gebildet. Die Einrichtung eines Landambulatoriums 1957 bewirkte Verbesserungen auf dem Gebiet des Gesundheitswesens. Die Modernisierung des Bildungswesens zeigte sich mit Einrichtung der Zentralschule 1955 für Schüler aus drei Ortschaften und setzte sich mit ihrer Umwandlung in die POS 1959 sowie dem Bau neuer Schulgebäude fort. 1984 konnte ein neuer Sportplatz eingeweiht werden. Dem Bau einer neuen Schulsporthalle folgte Ende der 1980er Jahre der Bau eines Sportlerheims.
Schon Mitte der 1960er Jahre waren alle Verkaufseinrichtungen und Gaststätten der Konsumgenossenschaft angegliedert worden. 1961 endete in der Zuckerfabrik die Produktion von Rohzucker. 1969 verließ der letzte Personenzug den Hessener Bahnhof.
Am 12. November 1989 um 7.58 Uhr, drei Tage nach dem Berliner Mauerfall wurden die Grenzbefestigungen auf dem Hessendamm (F 79, heute B 79) zum benachbarten Mattierzoll geöffnet. Gleichzeitig wurde hier die Grenzübergangsstelle Hessen-Mattierzoll geöffnet, die bis zum 30. Juni 1990 betrieben wurde.
Zum 20. Jahrestag der Grenzöffnung wurde wie an weiteren 108 Straßen, die die ehemalige Grenze queren, auch zwischen Hessen und Mattierzoll eine Gedenktafel im Rahmen des Geschichtsprojektes Brocken-Erklärung errichtet. Auf ihr sind Datum und Uhrzeit der Grenzöffnung festgehalten. Zusammen mit einem ehemaligen Grenzturm und einer Freiluftgedenkstätte auf niedersächsischer Seite ist eine Erinnerungslandschaft entstanden.
1991 schloss sich Hessen mit sechs weiteren Orten zur Verwaltungsgemeinschaft „Aue-Fallstein“ zusammen. 2003 wurde daraus eine Einheitsgemeinde, die am 1. Januar 2010 mit der Verwaltungsgemeinschaft Osterwieck-Fallstein zur neuen Stadt Osterwieck fusionierte.
Von 1992 bis 1994 konnte die ehemalige Kaserne der Grenztruppen als Heim für Spätaussiedler aus Osteuropa genutzt werden. 1991 wandelte sich die LPG-Pflanzenproduktion durch Mitgliederbeschluss in die Agrargenossenschaft Hessen e. G. um. Bei der Neustrukturierung des Schulwesens blieb Hessen 1991 Standort einer Grundschule. Nach der Grenzöffnung 1989 wurden der Hausmannsturm und das Herrenhaus saniert, in dem heute ein Kindergarten untergebracht ist. Seit 1995 werden die Sanierungsarbeiten im Schlossbereich vom Förderverein „Schloss Hessen“ e. V. mitgestaltet und getragen.
Zur Entwicklung des Postwesens in Hessen siehe: Postroute Braunschweig-Helmstedt-Magdeburg.

### Einwohnerentwicklung
| Entwicklung | Jahr | Einwohner |
| --- | ---- | --------- |
| Die zur Anzeige dieser Grafik verwendete Erweiterung wurde dauerhaft deaktiviert. Wir arbeiten aktuell daran, diese und weitere betroffene Grafiken auf ein neues Format umzustellen. (Mehr dazu) | 1693 | 620       |
| Die zur Anzeige dieser Grafik verwendete Erweiterung wurde dauerhaft deaktiviert. Wir arbeiten aktuell daran, diese und weitere betroffene Grafiken auf ein neues Format umzustellen. (Mehr dazu) | 1863 | 1.462     |
| Die zur Anzeige dieser Grafik verwendete Erweiterung wurde dauerhaft deaktiviert. Wir arbeiten aktuell daran, diese und weitere betroffene Grafiken auf ein neues Format umzustellen. (Mehr dazu) | 1900 | 2.581     |
| Die zur Anzeige dieser Grafik verwendete Erweiterung wurde dauerhaft deaktiviert. Wir arbeiten aktuell daran, diese und weitere betroffene Grafiken auf ein neues Format umzustellen. (Mehr dazu) | 1913 | 2.340     |
| Die zur Anzeige dieser Grafik verwendete Erweiterung wurde dauerhaft deaktiviert. Wir arbeiten aktuell daran, diese und weitere betroffene Grafiken auf ein neues Format umzustellen. (Mehr dazu) | 1939 | 2.091     |
| Die zur Anzeige dieser Grafik verwendete Erweiterung wurde dauerhaft deaktiviert. Wir arbeiten aktuell daran, diese und weitere betroffene Grafiken auf ein neues Format umzustellen. (Mehr dazu) | 1946 | 2.744     |
| Die zur Anzeige dieser Grafik verwendete Erweiterung wurde dauerhaft deaktiviert. Wir arbeiten aktuell daran, diese und weitere betroffene Grafiken auf ein neues Format umzustellen. (Mehr dazu) | 1964 | 2.004     |
| Die zur Anzeige dieser Grafik verwendete Erweiterung wurde dauerhaft deaktiviert. Wir arbeiten aktuell daran, diese und weitere betroffene Grafiken auf ein neues Format umzustellen. (Mehr dazu) | 1990 | 1.600     |
| Die zur Anzeige dieser Grafik verwendete Erweiterung wurde dauerhaft deaktiviert. Wir arbeiten aktuell daran, diese und weitere betroffene Grafiken auf ein neues Format umzustellen. (Mehr dazu) | 2016 | 1.300     |

## Sehenswürdigkeiten

### Schloss

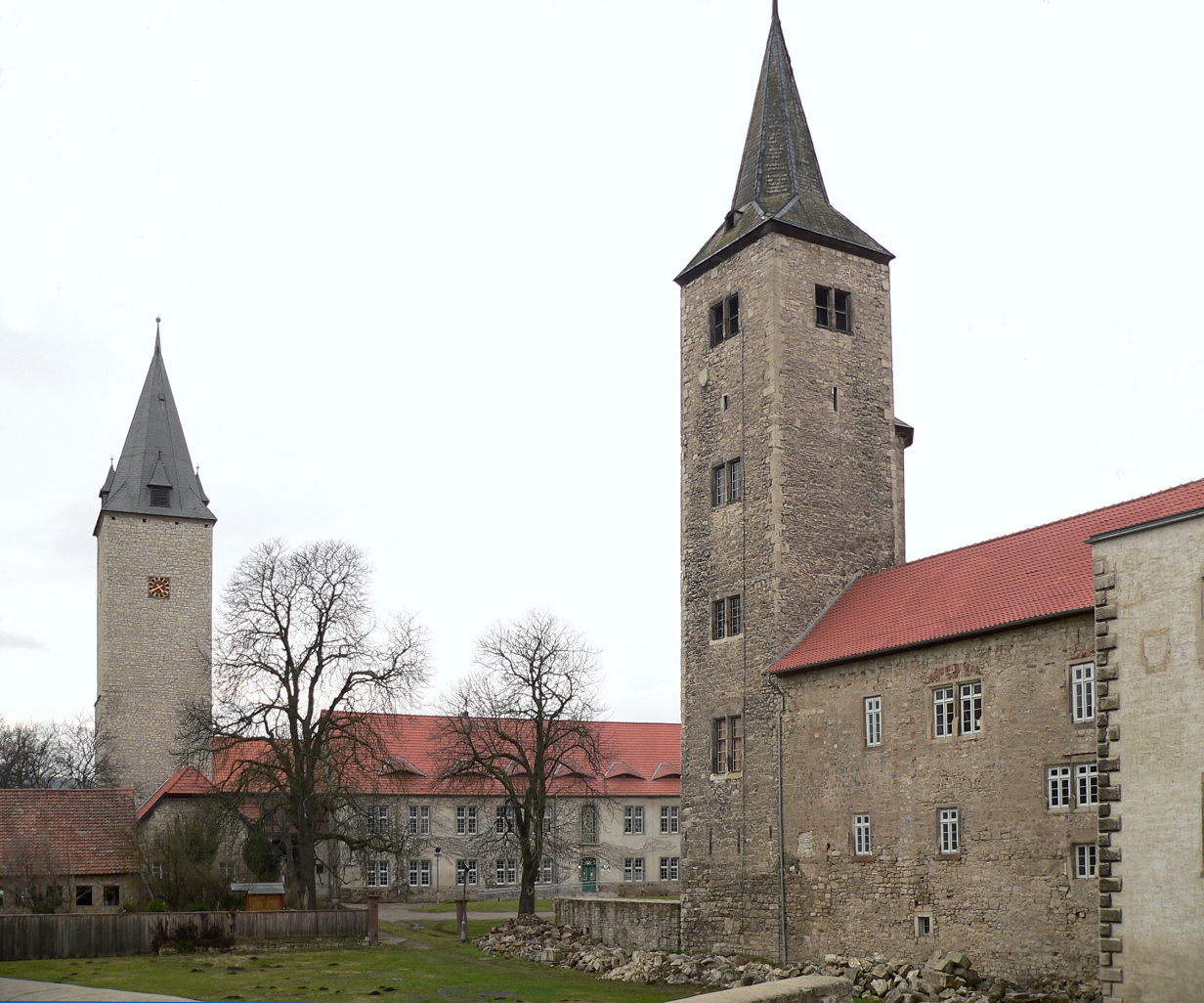
Schloss Hessen

Schloss Hessen ging aus einer mittelalterlichen Wasserburg hervor und wurde im 16. Jahrhundert in ein fürstliches Schloss im Stile der Renaissance umgestaltet. Die Anlage mit Lustgarten hatte ihre Glanzzeit während des 17. Jahrhunderts als Sommerresidenz der braunschweigischen Herzöge. Ab etwa 1790 wurde die Schlossanlage als landwirtschaftliche Domäne genutzt, was bis zum Ende des Zweiten Weltkriegs anhielt. In der Zeit der DDR kam es zu größeren Gebäudeverlusten durch Abriss und Verfall. Nach der Wende von 1989 gibt es seit 1990 anhaltende Sanierungsmaßnahmen am Schloss, das heute der Kommune gehört. Sie werden vom 1995 gegründeten Förderverein Schloss Hessen mit 52 Mitgliedern getragen.

### Kirche
- Ev. Kirche St. Jacobi (1860)
- Stiftskapelle (1617)

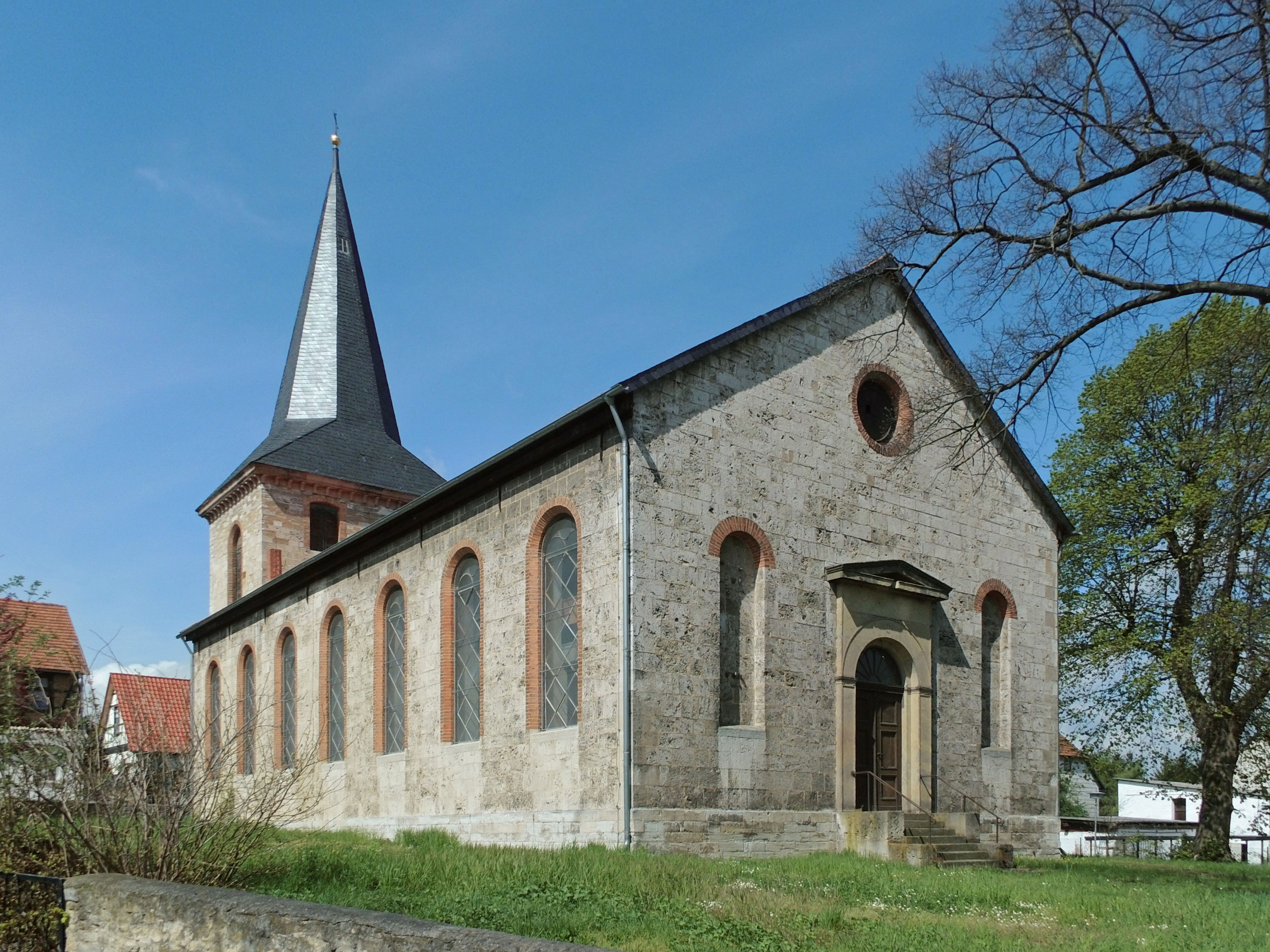
St.-Jacobi-Kirche

Die erste Kirche wurde von Halberstadt aus, wahrscheinlich durch Bischof Haymo, um das Jahr 850 errichtet.
Vermutlich um 1600 ist ein einschiffiges romanisches Gotteshaus gebaut worden. Die baufällig gewordene Kirche wurde 1859 abgebrochen. Im selben Jahr begann der Neubau der Kirche im neoromanischen Stil und wurde 1860 vollendet. Die Kirche enthält einige Kunstgegenstände, darunter das große Epitaph für den herzoglich braunschweigischen Gärtner Johann Royer.
Neben dem 1617 von der Witwe des Herzogs Heinrich Julius gegründeten Stift oder Armenhaus Beatae Mariae Virginis liegt die Stiftskapelle, bis in das 20. Jahrhundert für gottesdienstliche Handlungen genutzt. Ihre aus dem 15. und 17. Jahrhundert stammende Ausstattung wurde danach zum Teil für die St.-Jacobi-Kirche übernommen.

### Grenzlandschaft
- Gedenktafel an die Grenzöffnung (Brocken-Erklärung)
- Ehemaliger Grenzwachturm an der B 79
- Freiluftgedenkstätte an der B 79 (niedersächsische Seite)
- „Nationales Naturmonument Grünes Band Sachsen-Anhalt - Vom „Todesstreifen“ zur Lebenslinie“ (Flächen zwischen der ehemaligen DDR-Grenze bis einschließlich des ersten Kolonnenweges)

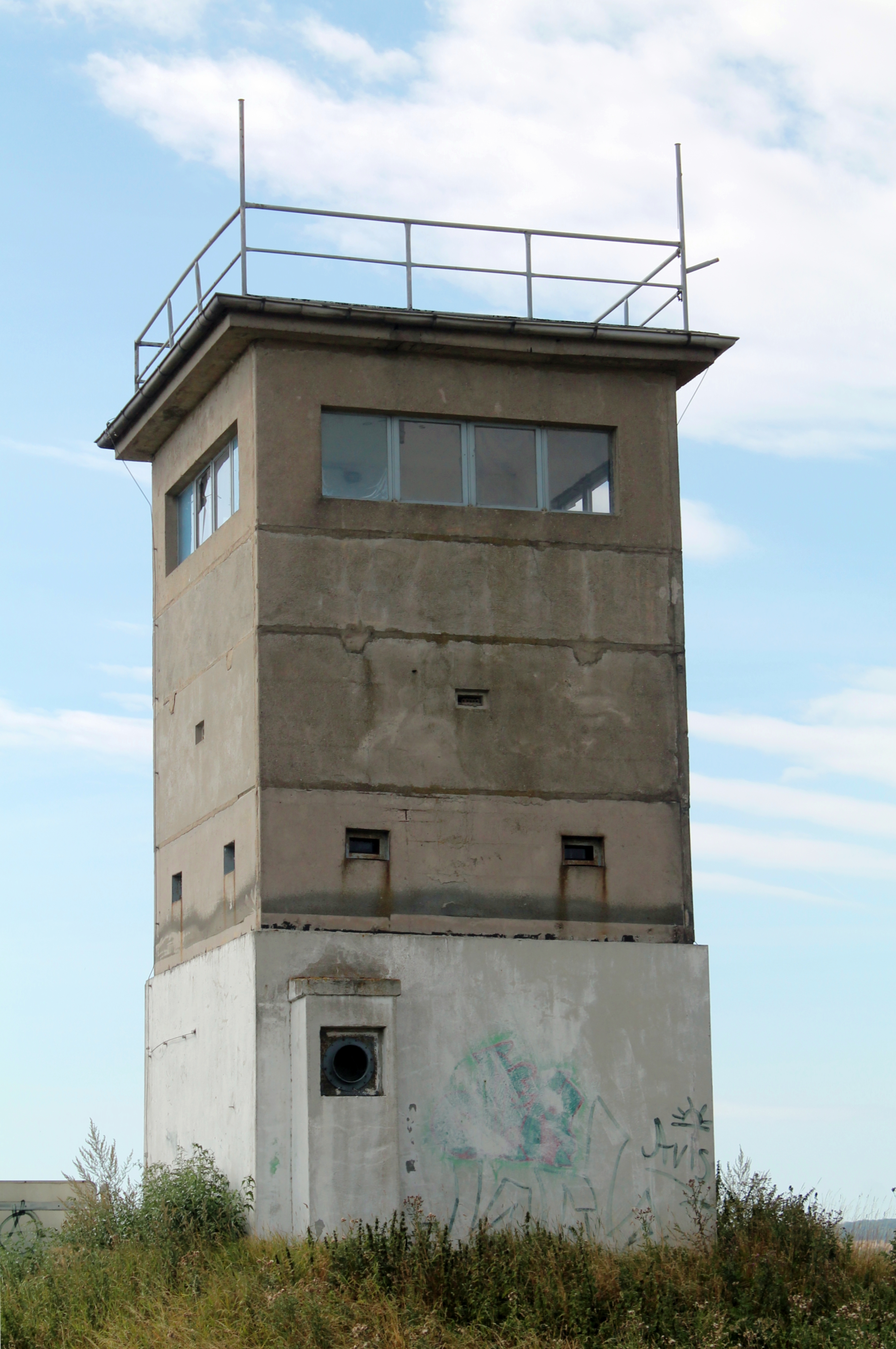
Ehemaliger Grenzwachturm
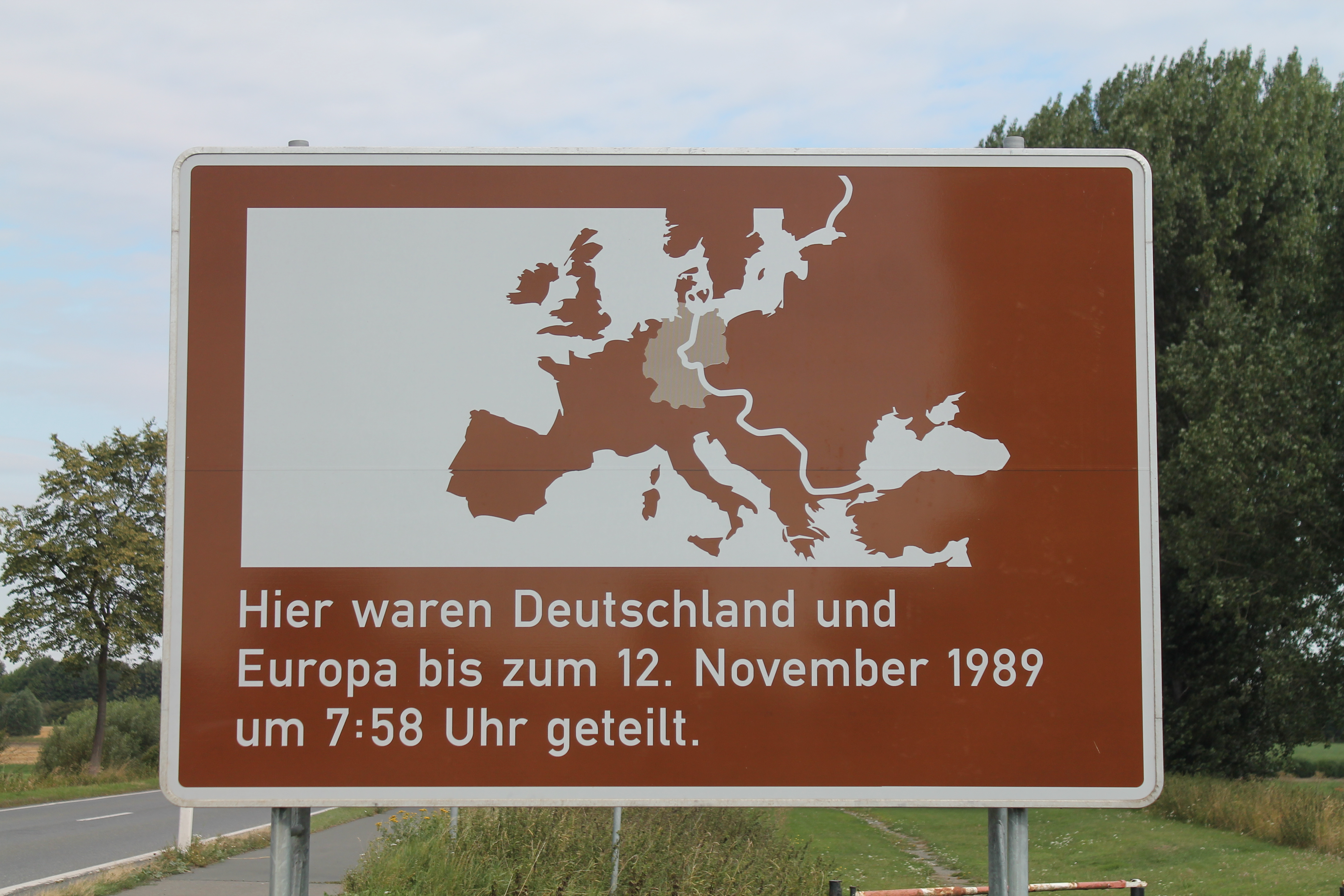
Gedenktafel an die Grenzöffnung

## Religionen
Vor der Reformation gehörte Hessen zum Archidiakonat Dardesheim des Bistums Halberstadt.

### Evangelisch-lutherische Kirchengemeinde
Erster evangelischer Pfarrer in Hessen war von 1542 bis 1544 Johann Reinbarth. Aber erst nach dem Regierungsantritt Herzog Julius’ 1568 begann mit Antonius Manike eine lückenlose Besetzung des Pfarramtes bis in die Mitte der 1930er Jahre. Nach kurzer Vakanz übernahm 1939 Karl Hottenbacher die Pfarrstelle. Der Entwicklung in der sowjetischen Besatzungszone kritisch gegenüberstehend, machte er auch in seinen Predigten daraus kein Hehl. Zunehmendem Druck ausgesetzt, übersiedelte er mit seiner Familie 1947 in die britische Besatzungszone. Seine Nachfolge übernahm der aus Ostpreußen stammende 56-jährige Superintendent a. D. Wilhelm Bury. Dieser gehörte mit seiner Familie am 29. Mai 1952 zu den aus der 5-km-Sperrzone Ausgewiesenen. Auf Protest seiner Kirchenbehörde durfte er sehr schnell nach Hessen zurückkehren, wurde aber kurze Zeit später erneut ausgewiesen und nach Belgern bei Torgau umgesiedelt. Heute gehört die evangelisch-lutherische Kirchengemeinde Hessen mit ihrer St.-Jacobi-Kirche zum Kirchenkreis Halberstadt der Evangelischen Kirche in Mitteldeutschland.

### Römisch-katholische Kirchengemeinde
Im durch die Reformation evangelisch-lutherisch geprägten Hessen gab es nach 1945 auch zwei katholische Kapellen.
Nachdem in Hessen wieder Katholiken ansässig geworden waren, wurde 1937 seitens der Vikarie Jerxheim, zu der die Katholiken in Hessen damals gehörten, im Gasthaus „Zur Weinschenke“ in Hessen eine Heilige Messe begonnen, die durch den örtlichen Wachtmeister abgebrochen wurde. Erst im Mai 1938 konnten nach längeren Verhandlungen zwischen katholischen Bischöfen und dem nationalsozialistischen Reichsministerium für die Kirchlichen Angelegenheiten in Hessen, nun in einem Raum der Schule, die Heiligen Messen wieder aufgenommen werden.
Durch die Flucht und Vertreibung Deutscher aus Mittel- und Osteuropa 1945–1950 ließen sich auch in Hessen weitere Katholiken nieder, die aus den Ostgebieten des Deutschen Reiches vertrieben worden waren. Da die Errichtung der Innerdeutschen Grenze nach dem Zweiten Weltkrieg die Ausübung der Seelsorge seitens der Vikarie Jerxheim in Hessen behinderte, erfolgte die Seelsorge in Hessen von Oktober 1945 an ex caritate durch die Pfarrvikarie Osterwieck.
Von 1947 an hatte Hessen einen eigenen katholischen Seelsorger. 1948 wurde Hessen Sitz einer eigenen Kuratie, die zum Bistum Hildesheim gehörte, aber aufgrund ihrer Lage in der DDR dem Erzbischöflichen Kommissariat Magdeburg unterstellt war. 1956 wurde das Grundstück Am Damm 2 erworben und das darauf befindliche Haus als Missionshaus genutzt, in dem auch eine Kapelle eingerichtet wurde. Damals gehörten zur Kuratie Hessen, die neben Hessen noch vier weitere Dörfer umfasste, rund 900 Katholiken. Bis 1978 war in Hessen noch ein Priester stationiert, danach wurde Hessen von der Pfarrei Osterwieck betreut. In Hessen verblieb eine Seelsorgehelferin vor Ort. Bis zu diesem Zeitpunkt war die Zahl der Katholiken in der Kuratie Hessen auf rund 400 abgesunken.
Nach der Wende musste das Grundstück mit dem Missionshaus abgegeben werden und als Ersatz wurde 1997 auf dem Grundstück Nobbenstraße 14 ein neues Gemeindehaus mit Kapelle St. Maria Himmelskönigin erbaut, architektonisch ähnlich dem ebenfalls in dieser Zeit erbauten katholischen Gemeindehaus in Erxleben. 2007 wurden die Kirchengemeinden in Wernigerode, Ilsenburg, Elbingerode, Osterwieck und Zilly zu einem Gemeindeverbund zusammengeschlossen, zu dem auch die Kuratie Hessen gehörte. Damals gehörten nur noch rund 100 Katholiken der Kuratie Hessen an. Aus dem Gemeindeverbund entstand 2010 die heutige Pfarrei St. Bonifatius mit Sitz in Wernigerode, zu der auch die Katholiken in Hessen gehören. Das Gemeindehaus mit der Kapelle wurde aufgegeben und im Oktober 2011 an privat verkauft. Heute befindet sich die nächstgelegene katholische Kirche im ca. 10 km entfernten Osterwieck.

## Söhne und Töchter des Ortes
- Heinrich Julius von Braunschweig
- Philipp Sigismund von Braunschweig
- Sophie Hedwig von Braunschweig-Wolfenbüttel
- Elisabeth von Braunschweig-Wolfenbüttel
- Pascha Johann Friedrich Weitsch (1723–1803), Landschaftsmaler
- Karl Friedrich Arend Scheller (1773–1843), Schriftsteller und niederdeutscher Sprachreformer
- Heinrich Christoph Friedrich Bosse (1848–1909), Schriftsteller
- Wilhelm Harsing (1861–nach 1923), Landschaftsmaler der Düsseldorfer Schule
- Karl von Schwartz, (1872–1947), Rittergutsbesitzer und Hofbeamter

## Verkehr
Hessen hatte einen Bahnhof an der Bahnstrecke Heudeber–Mattierzoll. Diese Strecke ist stillgelegt.